# The Enchanted Pig
The Enchanted Pig (título original en inglés; en español, El cerdo encantado) es una ópera de cámara con música de Jonathan Dove y libreto de Alasdair Middleton. Encargada por The Opera Group, fue compuesta en 2006 y se estrenó en el Young Vic, Londres, en diciembre de 2006, teatro conocido por proporcionar un espectáculo operístico para Navidad. 

## Personajes
| Personaje                                | Tesitura      | Reparto del estreno, diciembre de 2006 |
| ---------------------------------------- | ------------- | -------------------------------------- |
| Flora, princesa, hija del rey Hildebrand | mezzosoprano  | Caryl Hughes                           |
| The Pig, el cerdo con el que se casa     | bajo-barítono | Rodney Clarke                          |
| King Hildebrand, rey Hildebrando         | barítono      | John Rawnsley                          |
| The Old Woman, la Anciana                | contralto     | Nuala Willis                           |
| Adelaide, hija de la Anciana             |               | Kate Chapman                           |
| North Winds, los Vientos del Norte       |               | John Rawnsley y Nuala Willis           |
| the Sun, el Sol                          |               | Delroy Atkinson                        |
| the Moon, la Luna                        |               | Joshua Dallas                          |

## Sinopsis
El libretista se inspiró en un cuento rumano sobre una princesa que casó con un cerdo. Pero pueden verse otras influencias en la trama, como la Bella y la Bestia o Barba Azul. El rey Hildebrando tiene tres hijas, a las que ha prohibido entrar en una habitación. Lo desobedecen y entonces descubren el Libro del Destino en el que se predice que las dos mayores se casarán con sendos reyes pero Flora, la pequeña, está destinada a casarse con un cerdo. Pero su esposo es, en realidad, víctima de un encantamiento: es un cerdo de día y un guapo pretendiente de noche. Flora se enamora de él, pero una Anciana, que quiere casarlo con su hija Adelaida, lo secuestra. Entonces Flora emprende una búsqueda en la que la ayudan el Sol, la Luna, y el Viento del Norte.

## Plantilla
La obra exige ocho cantantes, y una banda de seis intérpretes: acordeón, arpa, trombón, percusión, violonchelo y contrabajo.